# Akçakoca
Akçakoca è sia una città che un distretto della provincia di Düzce, nella regione del Mar Nero in Turchia, situata a circa 200 km a est di Istanbul. La città prende il nome da Akça Koca un capo turco del XIV secolo d.C. che conquistò l'area per l'Impero Ottomano e sfoggia una statua in suo onore. La città presenta una moschea moderna dal design insolito. Le attrazioni turistiche includono spiagge e un piccolo castello in rovina. È il centro regionale di coltivazione della nocciola.

## Nome
Akçakoca ha avuto nomi diversi durante la sua storia. Era conosciuta come Diapolis o Dia nel periodo romano e bizantino. Tuttavia, dopo la conquista turca hanno cambiato nome. Dopo la fondazione della Repubblica Turca è stato chiamato come Akçakoca nel 1934

## Geografia
Akçakoca si trova sulla costa del Mar Nero occidentale ed è il termine della strada che da Düzce giunge al mare. La sua distanza da Istanbul e Ankara con la Strada europea E80 è di circa 3 - 3,5 ore e 235 km da Istanbul e 270 km da Ankara. È separato da Düzce dai monti Akçakoca.